# هردورف
شهر هردورفدر ایالت راینلند-فالتز در کشور آلمان واقع شده‌است.